# 1903 у футболі
Нижче наведені футбольні події 1903 року у всьому світі.

## Події
- 29 травня — засновано «Бредфорд Сіті»

## Національні чемпіони
- Угорщина
  - Ференцварош (вперше)

- Шотландія
  - Гіберніан

## Змагання
- Домашній чемпіонат Великої Британії (14 лютого — 4 квітня)

Взяли участь  Англія,  Шотландія та  Ірландія